# Tanyochraethes smithi
Tanyochraethes smithi är en skalbaggsart som beskrevs av Chemsak och Linsley 1965. Tanyochraethes smithi ingår i släktet Tanyochraethes och familjen långhorningar. Inga underarter finns listade i Catalogue of Life.